# 中村健也

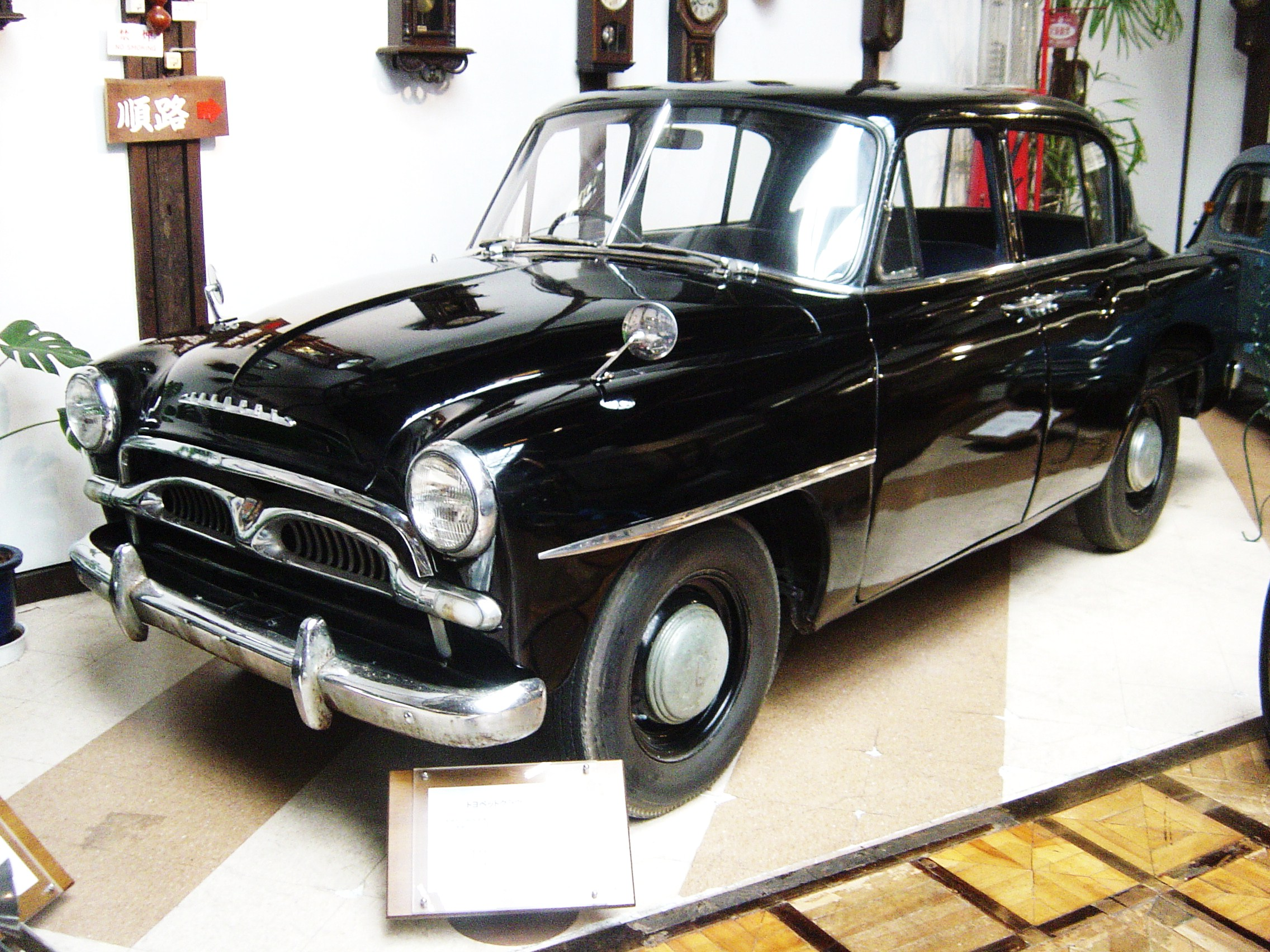
中村が開発責任者として開発したトヨペット･クラウン

中村 健也（なかむら けんや、1913年5月13日 - 1998年8月11日）はトヨタ自動車工業（現在のトヨタ自動車）の元技術者で、初代トヨペットクラウン、及び初代トヨペットコロナの開発責任者(トヨタ自動車での呼称は車両開発主査〔後にチーフエンジニアに名称変更〕）。また、日本の自動車開発に於けるチーフエンジニア制を築いた人物でもある。

## 来歴
兵庫県西宮市出身。1934年3月に長岡高等工業学校（現在の新潟大学工学部電気工学科）を卒業。共立自動車製作所勤務を経て、1938年9月にトヨタ自動車工業に入社、志望として設計、実験の分野を希望していたが、出身校や溶接の知識に詳しい事が注目され挙母工場(後の本社工場）車体生産課工機係に配属され、自社での大型2000ｔプレス機の開発、溶接機の改良等、工場の生産能力の向上に尽力する。また、それと同時に自社での本格的な乗用車を積極的に開発、生産するべきだと主張していた事を当時の上層部に数多く発言していた為(当時〔1950年頃〕トヨタ自工の主な商品はトラックが中心で、乗用車の開発に関しては、小型トラックシャーシにセダンの車体を乗せていたものが多く、生産台数も少数であった。)、それがきっかけで1952年1月、車体工場次長職の時に、当時の技術担当取締役であった豊田英二から『今度開発する本格的な乗用車の開発責任者になってもらいたい、』と言われ、これに対し、中村は『これは、大株主はご承知でしょうか？』と尋ねた所、豊田英二は『それは当たり前だ』との返答を受け、中村本人もそれまでの生産担当関連の職から開発責任者への異例の抜擢を受ける形で承諾した(正式な辞令及び役職は1953年5月、技術部、車両開発主査）。その直後より、市場調査から設計、生産開始までの準備に全力で尽力し、初代トヨペットクラウンRS型を成功に導いた。(なお、初代トヨペットクラウンはマイナーチェンジ、フェイスリフト等受けながらも、7年にも渡るロングセラーモデルとなった。また、開発当時の主担当員〔当時、現在のトヨタ社内の呼称、サブCE〕は、後に、初代パブリカや初代カローラの開発主査となり、後に『80点主義+α』の開発思想を打ち出した、長谷川龍雄である。）その後、2代目トヨペットクラウンのほかに、初代及び2代目トヨペットコロナ、初代センチュリー(センチュリーの前身モデルであるクラウン・エイトも含む）の開発主査として開発に携わった。「開発は度胸」と常々部下や後輩に語っていた。
初代トヨペット・クラウンRS独自の観音開きドアは「文金高島田の花嫁さんに乗って貰わなくてはいけない」という中村の理論から採用するに至った。開発初期はドアの閉まり方が悪く、長谷川龍雄ら部下から安全上の問題で採用の反対意見を食らったが、頑なに採用を推し進めた。
1980年にトヨタを退社、退社前から晩年にかけては、電気で走行する自動車（電気自動車やガスタービン発電でのハイブリッドカー）の構想を研究し続けた。80歳を過ぎても自ら考え出した熱力学のプログラミングを自宅のパソコンに打ち込んでいた。自宅には一万冊の蔵書があり、仕事が終わると一切の付き合いを断り、自宅でも研究に没頭した。そして1997年10月に世界初の市販ハイブリッドカー初代プリウス（NHW10型）の発売を見届ける。
1998年8月11日に死去。享年85。

## 受賞
- 1981年 「 国産乗用車技術の向上とガスタービン乗用車の研究・開発 」で第31回中川賞受賞。